# Мария Жозе Бельгийская
Мария Жозе Бельгийская (Мария Жозе Шарлотта София Амелия Генриетта Габриэлла, 4 августа 1906 — 27 января 2001) — последняя королева Италии. Её 35-дневное правление, как королевы, принесло ей прозвище «Майская Королева».

## Биография
Принцесса Мария-Жозе родилась в Остенде, Бельгия, и была младшим ребёнком и единственной дочерью Альберта I, короля Бельгии и его супруги Елизаветы Баварской. При рождении она носила титул принцессы Саксен-Кобург-Готской. Она была названа в честь её бабушки, инфанты Марии-Жозе Португальской.

### Брак
Мария Жозе с детства была предназначена в супруги принцу Умберто, наследному принцу Италии из Савойской династии, в связи с чем была отдана в обучение в привилегированную школу-интернат для девочек Институт Сантиссима-Аннунциата во Флоренции.
Свадьба Умберто и Марии Жозе состоялась 8 января 1930 года в Риме, после свадьбы Мария Жозе получила титул принцессы Пьемонтской.
После вступления в брак с Умберто ей было предложено изменить своё имя на итальянский манер — Мария-Джузеппа, но она отказалась.
Брак Марии-Жозе не был счастливым. Принцесса призналась в этом много лет спустя: «Мы никогда не были счастливы». В то время в Европе не было другого претендента-католика на престол в Европе. После падения итальянской монархии пара стала жить раздельно.

### Контакты с союзниками во время Второй мировой войны
Во время Второй мировой войны Мари-Жозе была одним из очень немногих дипломатических каналов между немецко-итальянским лагерем и другими европейскими странами, вовлеченными в войну, так как она была сестрой Леопольда III, короля Бельгии. Британский дипломат в Риме записал, что принцесса Пьемонтская была единственным членом итальянской королевской семьи с хорошим политическими суждениями.
В октябре 1939 года принцесса Мария-Жозе была назначена президентом Красного Креста Италии, на церемонии присутствовала Принцесса Ирена Греческая и Датская и герцогиня Aoстская.
Мария-Жозе сочувствовала партизанам и находила им убежище в Швейцарии, контрабандное оружие, деньги и пищу. Её даже хотели назначить начальником партизанских групп, но она отказалась.

### «Майская Королева»
После бегства из Италии её свекра, короля Виктора Эммануила III, её муж стал королём под названием Генерал-лейтенант Королевства. Они с Марией-Жозе путешествовали по Италии, где произвели положительное впечатление.
Мария-Жозе стала королевой Италии 9 мая 1946 года и правила до 12 июня 1946 года, когда монархия была упразднена путём референдума. После ликвидации монархии (54 % против 46 %) она и её муж покинули страну 13 июня 1946 года.
В эмиграции семья собиралась немного пожить в Португалии, но Мария-Жозе и Умберто решили жить раздельно. Мария-Жозе и их четверо детей вскоре уехали в Швейцарию, где она прожила большую часть своей жизни, в то время как Умберто остался в Португалии. Однако пара никогда не разводилась, отчасти по политическим причинам; Умберто жил надеждой (хотя она и снижалась с годами) вернуться на престол, и развод считался потенциально опасным для короля-католика. Оба супруга были также религиозно набожны (что необычно для членов королевской семьи Италии).

### Смерть
Какое-то время она жила в Мексике со своей дочерью, принцессой Марией-Беатрисой, и её детьми. Мария-Жозе вернулась в Италию только после смерти мужа в 1983 году. Мария-Жозе умерла в клинике Женевы от рака легких в возрасте 94 лет, пережив двух своих братьев и некоторых из её племянниц и племянников. Смерть Марии-Жозе сыграла важную роль в оказании влияния на итальянское правительство в вопросе внесения поправки в конституцию, что позволило членам итальянской королевской семьи жить на территории Италии.

## Дети
Супруги имели троих дочерей и сына:
- Мария Пиа (род. 1934) — в первом браке принцесса Югославская, супруга принца Александра, во втором — принцесса Бурбон-Пармская, супруга принца Мишеля, имеет четверых детей от первого брака:
  - Димитрий (род. 1958) — не женат;
  - Михаил (род. 1958) — не женат;
  - Сергей (род. 1963) — женат на Элеоноре Реджнери;
  - Елена Ольга (род. 1963) — супруга Тьери Гоббера, трое детей;
- Виктор Эммануил (1937—2024) — претендент на престол Италии, был женат на Марии Дори, имели одного сына:
  - Эммануил Филиберт (род. 1972) — принц Венецианский и Пьемонский, женат на Клотильде Куро, две дочери;
- Мария Габриэлла (род. 1940) — супруга Роберта Зеленгери де Валькано, имеют одну дочь:
  - Мария Елизавета (род. 1972) — супруга Оливера Джансенса, имеют троих детей;
- Мария Беатриче (род. 1943) — супруга Луиса Рафаэля Рейна-Корвалан и Диллон, имеют троих детей:
  - Рафаэль Умберто (1970—1994) — был женат на Маргарет Тайлер, одна дочь;
  - Патрицио (род. и умер в 1971);
  - Беатриче (род. 1973) — супруга Артура Пандо и Мардрет, одна дочь.